# Segno di Abrahams
Esistono due segni clinici definiti segno di Abrahams, dal nome del medico statunitense che li descrisse, Robert Abrahams (1861-1935).

## In pneumologia
Una riduzione del tono alla percussione dell'apice polmonare, a livello dell'acromion della scapola, unito a un aumento dei rumori polmonari all'auscultazione nello stesso punto, è suggestivo di tubercolosi polmonare.

## In gastroenterologia
Un vivo dolore suscitato con la palpazione profonda della parete addominale nel punto situato a metà strada tra l'ombelico e la IX cartilagine costale destra, è un segno di calcolosi biliare.